# Marcel Lüske
Marcel Lüske, bijgenaamd The Flying Dutchman, (Amsterdam, 20 maart 1953) is een Nederlands professionele pokerspeler. Hij staat onder meer bekend om het feit dat hij zijn zonnebril ondersteboven draagt. Ook is hij een goede vriend en 'mentor' van Noah Boeken. Hij maakte lange tijd deel uit van een door PokerStars gesponsorde groep pokerprofessionals genaamd 'Team PokerStars'.
Lüske verdiende tot en met november 2021 meer dan 5.049.000 dollar in pokertoernooien (cashgames niet meegerekend).

## Wapenfeiten
Begin jaren '80 runde Marcel samen met zijn broer Charles een illegaal gokhuis in de Amsterdamse Dapperbuurt. Hij heeft verscheidene goede prestaties neergezet op de WSOP (World Series of Poker), onder meer een tweede plaats bij het toernooi $ 5000 Seven Card Stud, waarmee hij 120.800 dollar won. Hij is twee keer Europees Pokerspeler van het jaar geworden, in 2001 en 2004.
In maart 2005 voorspelde Lüske dat Rob Hollink best nog weleens de grote finale van de EPT in Monaco zou kunnen winnen. Eind maart bleek dat Lüske het goed had, Hollink won de EPT-finale en tevens een hoop geld. In juli 2005 won hij de Hall of Fame Poker classics in Parijs, waar hij 119.000 euro won.
Begin maart 2006 eindigde Lüske als zevende in de finale van de EPT in Monte Carlo. met een totaalbedrag van 112.000 euro. Tijdens event 24 van de WSOP 2007 $ 3000 Stud Hi Lo wordt hij dertiende en wint daarmee 8468 euro. Vervolgens wint hij tijdens event 44, 2000 dollar. Hij was lang chip leader maar eindigde uiteindelijk als vierde, goed voor 64.630 dollar. BIj het Event $10,000 No-Limit Hold'em main event - World Championship in juli 2017 eindigde Luske op de 23e plaats, goed voor 263.532 dollar. 
In 2015 werd Lüske opgenomen in de Nederlandse Poker Hall of Fame voor zijn bijdrage aan het Nederlandse poker.
Lüskes broer Bertus, een vastgoedman, werd in 2003 in Amsterdam geliquideerd. De acteur en presentator Charly Luske is een neef van hem. Bertus' zoon, Marcel Lüske, is naar de pokeraar vernoemd.

## Titels
Lüske won tot en met 2020 in totaal 35 internationale proftoernooien. Voorbeelden hiervan zijn onder meer het HFl 200 Limit Stud / Hold'em-toernooi van de Master Classics of Poker 1999 (zijn eerste grote toernooizege), het HFl 400 Limit Holdem-toernooi van de Master Classics of Poker 2001, de $ 1000 No Limit Hold'em Super Final van de Poker Prague Open 2001 (goed voor 40.000 dollar), het £ 500 Pot Limit Omaha-toernooi van de British Open 2001 (goed voor 51.600 dollar), het FIM 200 Pot Limit Omaha-toernooi van de Helsinki Freezeout 2001, het £ 200 Pot Limit Omaha Hi/Lo-toernooi van de European Poker Championships 2002 (22.942 dollar), het $ 1500 Pot Limit Omaha-toernooi van het 2003 Bellagio Five-Star World Poker Classic WPT Championship in Las Vegas (67.512 dollar), het € 1000 No Limit Holdem-toernooi van het Barcelona Open 2003 (44.343 dollar), het £ 1500 No Limit Holdem-toernooi van de European Poker Classics 2003, het A $ 5000 Pot Limit Omaha-toernooi van de Aussie Millions 2005 (57.531 dollar), het $ 2000 No Limit Hold'em-toernooi van de Third Annual Five-Star World Poker Classic 2005 (212.070 dollar), de € 10,000 Hall Of Fame Poker Classic - No Limit Hold'em van Rendez Vous a Paris 2005 (142.503 dollar), het $ 3000 No Limit Hold'em-toernooi van de Fourth Annual Five-Star World Poker Classic 2006 (315.630 dollar) en het $ 2500 No Limit Hold'em - Main Event van de World Poker Showdown 2008 op de Bahama's (33.755 dollar).